# Fulvio Tomizza
Fulvio Tomizza (Giurizzani, 26 gennaio 1935 – Trieste, 21 maggio 1999) è stato uno scrittore italiano.

## Vita e opere
Nato nel 1935 a Giurizzani, contrada di Materada, frazione di Umago, in Istria, era il secondogenito, dopo Nerio, di Ferdinando Tomizza, piccolo proprietario terriero e commerciante di etnia italiana, e di Margherita Frank Trento, proveniente da una famiglia popolare di origine slava.
Trascorse un'infanzia difficile a causa delle tensioni interetniche, fomentate dalla politica fascista e acutizzatesi durante la seconda guerra mondiale. Studiò prima nel seminario di Capodistria, poi al collegio di Gorizia e infine al liceo "Carlo Combi" di Capodistria, dove conseguì la maturità classica.
Le persecuzioni proseguirono anche dopo la fine della guerra e la costituzione del Territorio Libero di Trieste: nel 1947 il padre fu incarcerato per due volte e i suoi beni confiscati. Si trasferì quindi con la famiglia a Trieste, dove lavorò come giornalista; nel 1953, gravemente malato, riuscì a tornare, accompagnato da Fulvio, a Materada, dove morì a 47 anni.
Scomparso il padre, nel 1954 si iscrisse a Belgrado all'Accademia di arte drammatica e alla facoltà di letterature romanze della locale Università . A Lubiana collaborò con il regista František Čáp alla realizzazione del film Attimi decisivi, presentato alla Mostra di Venezia nel 1955.
Nello stesso anno, con la stipula del Memorandum di Londra, Materada passò definitivamente alla Jugoslavia e Tomizza decise di riportarsi a Trieste, dove erano rimasti la madre e il fratello.
Esordì in letteratura nel 1957, quando vinse con tre racconti il premio Cinque Bettole di Bordighera. Nello stesso periodo cominciò a lavorare a Radio Trieste, dove si occupò della rubrica Cari stornei.
Nel 1966 iniziano le pubblicazioni della "Trilogia istriana", che comprende i romanzi Materada (1960), La ragazza di Petrovia (1963) e Il bosco di acacie (1966).
I suoi primi romanzi, con le loro pagine di epica contadina, inseriscono il giovane Tomizza nella variegata corrente europea degli scrittori di frontiera, e sono l'inizio di un'estesa opera narrativa il cui tema costante è la perdita d'identità dei profughi istriani, al centro di complessi intrecci geopolitici, istituzionali e ideologici. Pubblica altri romanzi, alcuni sospesi tra la fantasia e la realtà come L'albero dei sogni (1969), con il quale vince nello stesso anno il Premio Viareggio, altri vicini alla ricostruzione storica, come L'ereditiera veneziana (1989). In mezzo a questi due romanzi c'è una vasta narrativa, tra cui si ricorda La torre capovolta (1971), La città di Miriam (1972), L'amicizia (1980) e Il male viene dal Nord (1984). Con La miglior vita (1977) si aggiudica nello stesso anno il Premio Strega.
Gravemente malato di fegato, morì a Trieste il 21 maggio 1999 e venne sepolto nel cimitero di Materada. Dopo la morte la locale comunità nazionale italiana gli intitolerà la propria sede sociale, con annesso teatrino.
Nel 2006 viene pubblicato Vera Verk, un dramma inedito in tre tempi (Ibiskos Editrice Risolo, a cura di Paolo Quazzolo), ambientato nel 1930 in un paesino del Carso istriano. Il dramma è andato in scena per la prima volta nel 1963 a Trieste. Tra gli interpreti Paola Borboni, Fosco Giachetti, Marisa Fabbri. Questa tragedia rusticana, che per certi versi può far pensare al Verismo di fine Ottocento o alle grandi tragedie del mondo classico - dove amore e morte, colpa ed espiazione, si legano indissolubilmente l'una all'altra -, va in realtà inserita in un momento peculiare del teatro europeo del Secondo Novecento. È il momento in cui s'incontrano le opere del Neorealismo italiano con le fortune di Bertolt Brecht in tutt'Europa, gli studi antropologici con la psicoanalisi freudiana, il teatro del Grande Attore con la rinascita dell'Avanguardia: il tutto sullo sfondo di una sentita rivalutazione delle proprie tradizioni. Oltre a Vera Verk, per il teatro Tomizza ha scritto anche La storia di Bertoldo, messo in scena nel 1969 dalla Compagnia del Teatro Stabile del Friuli Venezia Giulia, per la regia di Giovanni Poli. "L'opera è tratta da Le sottilissime astuzie di Bertoldo (1606), un componimento satirico di Giulio Cesare Croce (1550-1609), in cui il contadino burlone Bertoldo fa conoscere al re Alboino il sapore di cose mai viste prima. Inutilmente la regina cerca di eliminare il contadino, rimanendo tuttavia burlata dall'ingegno inventivo del protagonista. Solo un pasticcio avvelenato, offerto a Bertoldo al posto delle sue rape, riesce a stroncare il contadino, che sarà amaramente rimpianto dal re. Il testo, che alterna momenti gioiosi ad altri più meditativi, offre un riuscito spaccato di un mondo, quello dei diseredati, immerso nella stanca rassegnazione di un destino che non potrà mai essere modificato". 
Terzo dramma è L'idealista, inscenato nel 1976 dallo stesso teatro per la regia di Francesco Macedonio.
Nel 2019 è stato pubblicato il volume Teatro a cura di Paolo Quazzolo (edito da Editoria&Spettacolo) che contiene, oltre ai testi messi in scena, anche tre inediti: Ritorno a Sant'Elia (1965), La finzione di Maria (1981 ca.) e Li homeni del mondo (1977-1987).
Tomizza ha scritto anche libri per ragazzi e bambini: Trick, storia di un cane (1975), La pulce in gabbia (1979), Anche le pulci hanno la tosse (1993), Il gatto Martino, (2001, pubblicato postumo), e La scoperta di Bild (2010, pubblicato postumo).

## Opere
- Materada, Milano: 1960.
- La ragazza di Petrovia, Milano: 1963.
- La quinta stagione, Milano: 1965.
- Il bosco di acacie, Milano: 1966.
- Trilogia istriana, raccolta, Milano: 1967; comprende i racconti Materada, La ragazza di Petrovia e Il bosco di acacie.
- L'albero dei sogni, Milano: 1969.
- La torre capovolta, Milano: 1971.
- La città di Miriam, Milano: 1972.
- Dove tornare, Milano: 1974.
- Trick, storia di un cane, Milano: 1975.
- La miglior vita, Milano: 1977.
- La pulce in gabbia, 1979 (editore Tirrenia Stampatori)
- L'amicizia, Milano, 1980.
- La finzione di Maria, Milano: 1981, tratto dalla vera storia di Maria Janis.
- Il male viene dal Nord, Milano: 1984.
- Ieri, un secolo fa, Milano: 1985.
- Gli sposi di via Rossetti, Milano: 1986.
- Quando Dio uscì di chiesa, Milano: 1987.
- Poi venne Cernobyl, Venezia: 1989.
- L'ereditiera veneziana, Milano: 1989.
- Fughe incrociate, Milano: 1990.
- M'identifico con la frontiera, discorso tenuto in occasione della 5ª edizione del Premio nazionale dei giovani Costantino Pavan per opere sulle culture locali Città di San Donà di Piave, 27 ottobre 1990; poi in Alle spalle di Trieste.
- Destino di frontiera, Genova 1992; libro-intervista.
- I rapporti colpevoli, Milano: 1992.
- Anche le pulci hanno la tosse, Trieste: 1993
- L'abate Roys e il fatto innominabile, Milano: 1994.
- Alle spalle di Trieste, Milano: 1995; scritti dal '69 al '94.
- Dal luogo del sequestro, Milano: 1996.
- Franziska, Milano: 1997.
- Nel chiaro della notte, Milano: 1999.
- La casa col mandorlo, Milano: 2000; pubblicato postumo.
- La visitatrice, Milano: 2000; pubblicato postumo.
- Il sogno dalmata, Milano 2001; pubblicato postumo.
- Il gatto Martino, Firenze 2001; pubblicato postumo.
- Le mie estati letterarie. Lungo le tracce della memoria, Venezia 2001; pubblicato postumo.
- Adriatico e altre rotte, Parma 2007; pubblicato postumo.
- La scoperta di Bild, Reggio Calabria 2010; pubblicato postumo.

### Opere teatrali
- Vera Verk, 1963
- Ritorno a Sant'Elia, 1965
- La storia di Bertoldo, 1969
- L'idealista, 1976
- La finzione di Maria, 1981 circa
- Li homeni del mondo oppure Litanie eretiche, 1977-1987

## Riconoscimenti
- 1965 Premio Selezione Campiello (La quinta stagione)[3]
- 1969 Premio Viareggio (L'albero dei sogni)[4]
- 1972 Premio Fiera letteraria (La città di Miriam)
- 1974 Premio Selezione Campiello (Dove tornare)[3]
- 1977 Premio Strega (La miglior vita)[5]
- 1979 Premio del Governo Austriaco per la Letteratura Europea
- 1986 Gran Premio di Festival letterario internazionale Vilenica (Gli sposi di via Rossetti)
- 1986 Premio Selezione Campiello (Gli sposi di via Rossetti)[3]
- 1992 Premio Selezione Campiello; Premio Boccaccio (I rapporti colpevoli)[3]